# بای بایه
بای بایه (انگلیسی: Bai Baihe؛ زادهٔ ۱ مارس ۱۹۸۴) بازیگر اهل چین است. وی از سال ۲۰۰۴ میلادی تاکنون مشغول فعالیت بوده است.
از فیلم‌ها یا برنامه‌های تلویزیونی که وی در آن نقش داشته است می‌توان به زندگی، شکار هیولا، شکار هیولا ۲، و بازگشت به گذشته اشاره کرد. وی همچنین برندهٔ جوایزی همچون جایزه صد گل شده است.